# Yvernaumont
Yvernaumont település Franciaországban, Ardennes megyében. Lakosainak száma 121 fő (2022. január 1.). Yvernaumont Boulzicourt, Guignicourt-sur-Vence, Poix-Terron, Touligny és Villers-sur-le-Mont községekkel határos.

## Népesség
A település népessége az elmúlt években az alábbi módon változott:
| Lakosok száma | 110  | 118  | 117  | 142  | 141  | 141  | 139  | 127  | 121  | 121  |
|               | 1968 | 1982 | 1990 | 2006 | 2013 | 2015 | 2017 | 2019 | 2020 | 2022 |